# Comunardo Niccolai
Comunardo Niccolai (Uzzano, 1946. december 15. – Pistoia, 2024. július 2.) világbajnoki ezüstérmes olasz labdarúgó, hátvéd, edző.

## Pályafutása

### Klubcsapatban
A Montecatini korosztályos csapatában kezdte a labdarúgást. 1963–64-ben a Torres labdarúgója volt. 1964 és 1976 között a Cagliari meghatározó játékosa volt. Tagja volt az 1969–70-es bajnokcsapatnak. 1967-ben kölcsönben az amerikai Chicago Mustangs csapatában szerepelt. 1976 és 1978 között egy-egy idényt játszott a Perugia, majd a Prato együttesében. 1978-ban fejezte be az aktív labdarúgást.

### A válogatottban
1970-ben három alkalommal szerepelt az olasz válogatottban. 1970-ben a mexikói világbajnokságon ezüstérmet szerzett a csapattal.

### Edzőként
1980–81-ben a Savoia vezetőedzője volt. 1993–94-ben az olasz női válogatott szövetségi kapitányaként tevékenykedett.

## Sikerei, díjai
Olaszország
- Világbajnokság
  - ezüstérmes: 1970, Mexikó

 Cagliari
- Olasz bajnokság (Serie A)
  - bajnok: 1969–70

## Statisztika

### Mérkőzései az olasz válogatottban
| Olaszország | Olaszország       | Olaszország                       | Olaszország | Olaszország | Olaszország | Olaszország   | Olaszország | Olaszország |
| #           | Dátum             | Helyszín                          | Hazai       | Eredmény    | Vendég      | Kiírás        | Gólok       | Esemény     |
| ----------- | ----------------- | --------------------------------- | ----------- | ----------- | ----------- | ------------- | ----------- | ----------- |
| 1.          | 1970. május 10.   | Oeiras, Estádio Nacional do Jamor | Portugália  | 1 – 2       | Olaszország | barátságos    | -           | 46'         |
| 2.          | 1970. június 3.   | Toluca, La Bombonera (MEX)        | Olaszország | 1 – 0       | Svédország  | vb-csoportkör | -           | 37'         |
| 3.          | 1970. október 17. | Bern, Wankdorfstadion             | Svájc       | 1 – 1       | Olaszország | barátságos    | -           |             |
|             | Összesen          |                                   |             | 3           | mérkőzés    |               | 0           | gól         |